# Persone di cognome Stephens
| Questa pagina contiene informazioni ricavate automaticamente dalle voci biografiche con l'ausilio del template Bio e di un bot. L'aggiornamento è periodico e automatico e ricostruisce completamente la pagina. Se manca una persona in questa lista, sei pregato di non aggiungerla, ma accertati piuttosto che la sua voce biografica contenga il template Bio e che i dati anagrafici siano correttamente compilati. Se il template Bio manca, inseriscilo tu stesso o, in alternativa, metti l'avviso {{tmp\|Bio}} che ne segnala la mancanza. Se i dati riportati sono sbagliati, correggi direttamente la voce biografica; le modifiche saranno visibili in questa lista entro pochi giorni. Per chiarimenti vedi il progetto antroponimi. La lista contiene solo le 60 persone che sono citate nell'enciclopedia e per le quali è stato implementato correttamente il template Bio. Pagina aggiornata al 23 giu 2025. |

Questa è una lista di persone presenti nell'enciclopedia che hanno il cognome Stephens, suddivise per attività principale.

## Artisti marziali misti(1)
- Jeremy Stephens, artista marziale misto statunitense (Des Moines, n. 1986)

## Attori(6)
- Harvey Stephens, attore britannico (Putney, n. 1970)
- Harvey Stephens, attore statunitense (Los Angeles, n. 1901 - Laguna Hills, † 1986)
- James Stephens, attore statunitense (Mount Kisco, n. 1951)
- Martin Stephens, attore britannico (Southgate, n. 1948)
- Robert Stephens, attore britannico (Bristol, n. 1931 - Londra, † 1995)
- Toby Stephens, attore britannico (Londra, n. 1969)

## Attrici(4)
- Garn Stephens, attrice e sceneggiatrice statunitense (Tulsa, n. 1944 - † 2023)
- Heather Stephens, attrice statunitense (n. 1971)
- Kathleen Stephens, attrice sudafricana
- Nancy Stephens, attrice statunitense (Texas, n. 1949)

## Calciatori(5)
- Alan Stephens, ex calciatore inglese (Liverpool, n. 1952)
- Dale Stephens, ex calciatore inglese (Bolton, n. 1989)
- Jack Stephens, calciatore inglese (Torpoint, n. 1994)
- Kirk Stephens, ex calciatore inglese (Coventry, n. 1955)
- Michael Stephens, ex calciatore statunitense (Hinsdale, n. 1989)

## Cantanti(2)
- Ann Stephens, cantante e attrice inglese (Londra, n. 1932 - † 1966)
- Tanya Stephens, cantante giamaicana (Saint Mary Parish, n. 1973)

## Cantautori(1)
- John Legend, cantautore, produttore discografico e produttore televisivo statunitense (Springfield, n. 1978)

## Cestiste(1)
- Rehema Stephens, ex cestista statunitense (Oakland, n. 1969)

## Cestisti(12)
- Ben Stephens, cestista statunitense (n. 1916 - St. Thomas, † 1966)
- D.J. Stephens, cestista statunitense (Killeen, n. 1990)
- Jack Stephens, cestista statunitense (Chicago, n. 1933 - Peoria, † 2011)
- Joe Stephens, ex cestista statunitense (Riverside, n. 1973)
- Lance Stephens, cestista canadese (Port Kells, n. 1937 - White Rock, † 2002)
- DeShawn Stephens, cestista statunitense (Los Angeles, n. 1989)
- Everette Stephens, ex cestista statunitense (Evanston, n. 1966)
- Jarrett Stephens, ex cestista statunitense (Southfield, n. 1977)
- Kendall Stephens, cestista statunitense (Geelong, n. 1994)
- Myles Stephens, cestista statunitense (Lawrenceville, n. 1997)
- Neil Stephens, ex cestista neozelandese (Derby, n. 1964)
- Quinton Stephens, ex cestista statunitense (Atlanta, n. 1995)

## Cicliste su strada(1)
- Lauren Stephens, ciclista su strada statunitense (Mesquite, n. 1986)

## Critici d'arte(1)
- Frederic George Stephens, critico d'arte britannico (Londra, n. 1828 - Londra, † 1907)

## Culturisti(1)
- Ezekiel Jackson, culturista e ex wrestler statunitense (Linden, n. 1978)

## Dirigenti sportivi(1)
- Neil Stephens, dirigente sportivo e ex ciclista su strada australiano (Canberra, n. 1963)

## Drammaturghi(1)
- Simon Stephens, drammaturgo britannico (Stockport, n. 1971)

## Entomologi(1)
- James Francis Stephens, entomologo, ornitologo e zoologo inglese (Shoreham-by-Sea, n. 1792 - † 1852)

## Esploratori(1)
- John Lloyd Stephens, esploratore, scrittore e diplomatico statunitense (Shrewsbury, n. 1805 - New York, † 1852)

## Funzionarie(1)
- Aimee Stephens, funzionaria statunitense (Fayetteville, n. 1960 - Redford, † 2020)

## Generali(1)
- Reginald Stephens, generale britannico (n. 1869 - † 1955)

## Giocatori di football americano(5)
- Brandon Stephens, giocatore di football americano statunitense (Plano, n. 1997)
- Jamain Stephens, ex giocatore di football americano statunitense (Lumberton, n. 1974)
- John Stephens, giocatore di football americano statunitense (Shreveport, n. 1966 - Keithville, † 2009)
- Linden Stephens, giocatore di football americano statunitense (n. 1995)
- Rod Stephens, giocatore di football americano statunitense (Atlanta, n. 1966)

## Modelle(1)
- Ali Stephens, modella statunitense (Salt Lake City, n. 1991)

## Nuotatrici(1)
- Laura Stephens, nuotatrice britannica (Londra, n. 1999)

## Parolieri(1)
- Geoff Stephens, paroliere e compositore britannico (Londra, n. 1934 - † 2020)

## Politici(3)
- Alexander Hamilton Stephens, politico statunitense (Crawfordville, n. 1812 - Atlanta, † 1883)
- William Stephens, politico statunitense (Eaton, n. 1859 - Los Angeles, † 1944)
- William Stephens, politico britannico (Isola di Wight, n. 1671 - Savannah, † 1753)

## Produttori televisivi(1)
- John Stephens, produttore televisivo, sceneggiatore e scrittore statunitense

## Rapper(1)
- Latto, rapper statunitense (Columbus, n. 1998)

## Rugbisti a 15(1)
- Rees Stephens, rugbista a 15 gallese (Neath, n. 1922 - Swansea, † 1998)

## Sciatrici alpine(2)
- Elisha Stephens, ex sciatrice alpina statunitense (n. 1981)
- Laurie Stephens, sciatrice alpina statunitense (Wenham, n. 1984)

## Scrittori(1)
- James Stephens, scrittore, giornalista e poeta irlandese (Dublino, n. 1880 - Londra, † 1950)

## Storici(1)
- Thomas Stephens, storico gallese (Pontneddfechan, n. 1821 - † 1875)

## Tenniste(1)
- Sloane Stephens, tennista statunitense (Plantation, n. 1993)